# Manuel Beloutas
Manuel Beloutas war ein uruguayischer Fußballspieler.

## Verein
Torhüter Beloutas gehörte mindestens von 1920 bis 1922 dem Kader des seinerzeit in der Primera División spielenden montevideanischen Vereins Universal Football Club an. Dort belegte er mit seinem Verein den vierten, dritten und achten Tabellenplatz der jeweiligen Saison-Abschlusstabelle.

## Nationalmannschaft
Beloutas war auch Mitglied der uruguayischen A-Nationalmannschaft. Insgesamt absolvierte er von seinem Debüt am 19. Oktober 1919 bis zu seinem letzten Spiel für die Celeste am 26. Juni 1923 sieben Länderspiele. Dabei kassierte er insgesamt zwölf Gegentreffer. Beloutas nahm mit der Nationalelf an den Südamerikameisterschaften 1920, 1921 und 1922 teil. 1920 gewann er mit Uruguay den Titel. Allerdings bestritt er lediglich im Turnier 1921 zwei Spiele.
Darüber hinaus kam Beloutas auch bei der Copa Gran Premio de Honor Argentino 1919, der Copa Newton 1922 und der Copa Lipton 1923 zum Einsatz.

## Erfolge
- Südamerikameister 1920